# Avro 748
Avro 748 (Hawker Siddeley HS 748) byl dvoumotorový civilní dopravní letoun, vyvinutý u firmy Avro, jako její poslední samostatná konstrukce která se ještě dostala do sériové výroby. V rámci reorganizací britského leteckého průmyslu jeho výroba pokračovala pod značkou Hawker Siddeley a ještě později pod firemní značkou British Aerospace (BAe). Jednalo se o další z celé řady letounů, k jejchž pohonu konstruktéři zvolili zcela mimořádně zdařilé turbovrtulové motory Rolls-Royce Dart, přičemž o správně zvoleném uspořádání (koncepce jednohřídelového motoru s dvoustupňovým odstředivým kompresorem a trubkovými spalovacími komorami, byť se tato může jevit jako zdánlivě nepříliš perspektivní a až příliš konzervativní) i kvalitě konstrukce svědčí mimo jiné i fakt, že řada letounů s těmito motory je stále v běžném provozu.

## Vývoj

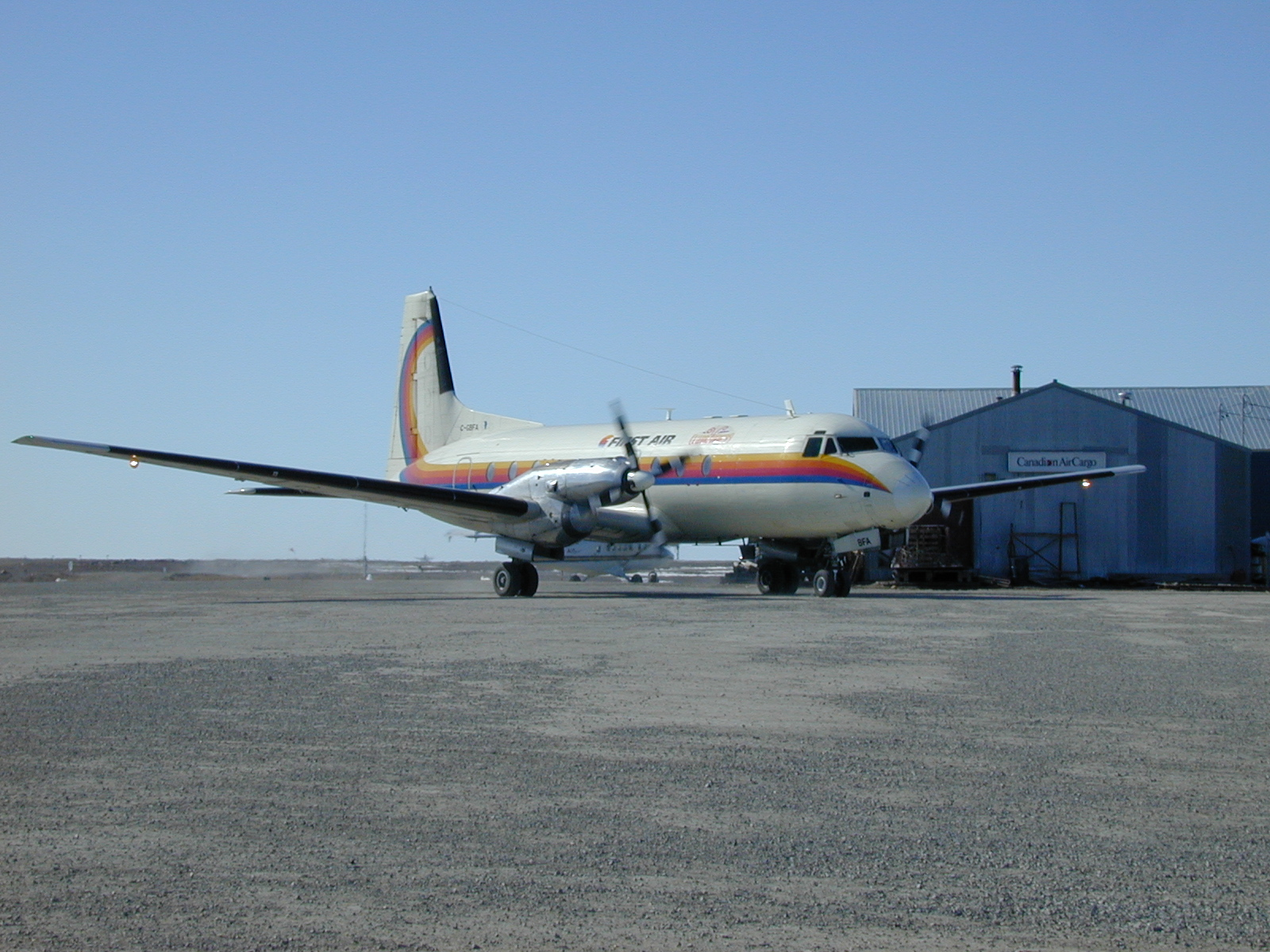
BAe HS-748 Srs. 2B, výr. čísla 1781, s kanadskou registrací C-GBFA. Předchozím majitelem byla společnost Cascade Airways u které nesl registraci N117CA, původně nesl tento stroj vyrobený v roce 1980 britskou registraci G-BIRF

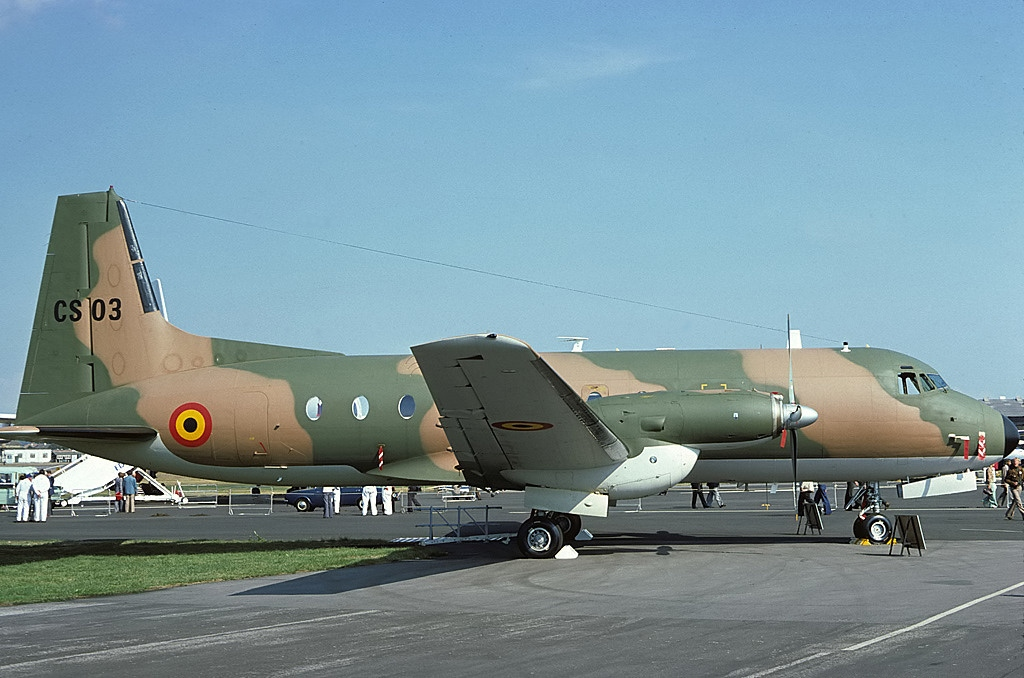
Hawker Siddeley HS-748 belgického letectva

Firma Avro se po značnou část své existence věnovala především vývoji a výrobě vojenských letounů,[zdroj⁠?!] ale v roce 1957 britský letecký průmysl dostal vážnou ránu — vznikla tzv. „Bílá kniha“, která ve svých důsledcích znamenala zrušení vývoje většiny typů vznikajících pro Royal Air Force. Jednalo se sice o velice krátkozraké rozhodnutí politiků, ovlivněné momentálním nadšením z rozvoje raketové techniky a předpokládající že v budoucnu budou pilotované letouny zcela vytlačeny raketami, ovšem pro řadu let nezvratné. Sice později znamenalo nutnost nakupovat vojenské letouny v USA (mj. typ Phantom II) a jeho konečným výsledkem bylo že výzbroj RAF sestávala převážně z letounů jako bylo Tornado, Jaguar a Harrier, což nebyla zcela ideální kombinace — po vyřazení letounů English Electric Lightning a Phantom totiž chyběl stroj vhodný k nasazení jako záchytný stíhač a stroj pro vybojování vzdušné nadvlády — ale to již samozřejmě původcům nešťastného rozhodnutí nevadilo.[zdroj⁠?!][ujasnit] V důsledku toho firma Avro, do té doby již od začátku II. světové války produkující hlavně vojenské letouny, musela hledat nové trhy. Uplatnění bylo nalezeno na civilním trhu, pro který se začala zvažovat výroba nového dopravního letounu.
Konstrukce byla zahájena po porovnání řady projektů navrhovaných civilních letounů různých koncepcí. Nakonec byl vybrán projekt Avro 748, letoun poháněný dvěma turbovrtulovými motory schopný přepravit 20 cestujících v přetlakové a klimatizované kabině, určený pro provoz na krátkých nezpevněných Vzletová a letištních plochách a pro linky o délce maximálně 740 km — nešlo o nic jiného než o poněkud modernější a v provozu ekonomičtější „náhradu za Douglas DC-3“. Bylo zvažováno hornoplošné i dolnoplošné uspořádání, nakonec bylo vybráno druhé z nich. Mezitím ovšem ekonomické úvahy a průzkum trhu ukázaly že nový letoun by měl mít vyšší přepravní kapacitu, alespoň 36-40 sedadel cestujících. Výsledkem byl rapidní nárůst vzletové hmotnosti uvažovaného letounu, prozatím na 13 154 kg (ovšem ani to nebyla konečná hodnota, přitom se původně předpokládala vzletová hmotnost pouhých 8164 kg), což vedlo k opuštění zvažovaných motorů de Havilland Gnome či Armstrong Siddeley P-182, teprve vyvíjených ze souběžně vznikajících turbohřídelových motorů určených k pohonu vrtulníků. Volba techniků, vedených šéfkonstruktérem firmy J. R. Ewansem, vcelku zákonitě padla na výkonnější, ale hlavně již v provozu osvědčené motory Rolls-Royce Dart. Práce na konstrukci a stavbě rychle pokračovaly, takže první prototyp (imatrikulace G-APZV, výr. číslo 1534) vzlétl již 24. června 1960, za jeho řízením byl J. G. Harrison.
Konstruktéři zvolili dolnoplošnou koncepci z řady důvodů. U hornoplošníku by nosník procházející trupem snižoval světlou výšku kabiny cestujících (zatímco u dolnoplošníku je možno jej „schovat“ pod podlahou), v případě nouzového přistání bez podvozku je trup lépe chráněn, rovněž konstrukce trupu u dolnoplošníku vychází lehčí. Navíc se i sníží podvozek (ten pak zároveň vychází i lehčí) a usnadní obsluha stroje, kdy jsou mj. snáze přístupné pohonné jednotky a instalace na spodku trupu. Aby se maximálně odlehčila konstrukce draku, byla snaha zajistit maximální průřezy nosníků křídla, které nebudou sníženy v místě motorových gondol. Proto byly motory posazeny na horní stranu křídla, zároveň tak byly vytvořeny přímé výstupní roury motorů a vrtule se dostaly výše nad plochu letiště, čili opět byl snížen podvozek (aby se nenarušovala konstrukce křídla výřezy, což by vedlo k hmotnostním prodělkům, hlavní podvozek se sklápí dopředu a podvozková kola zapadají před křídlo do prostoru motorových gondol). Nevýhodou jsou poměrně vysoké gondoly s větším čelním průřezem, ale vzhledem k uvažovaným rychlostem nešlo o tak závažný nedostatek a úspora hmotnosti se jevila jako přínosnější (ostatně nešlo o ojedinělou konstrukci, stejné uspořádání umístění motorů a podvozku zvolili i japonští konstruktéři u dvoumotorového turbovrtulového letounu NAMC YS-11A). 
Na základě výsledků pevnostních zkoušek bylo rozhodnuto upravit u sériových letounů křídlo, díky pevnostní rezervě bylo zvýšeno rozpětí z 28,956 m na 30,023 m, přitom zároveň i vzrostla nosná plocha křídla o 1,487 m² (současně se i zvýšila geometrická štíhlost křídla z 11,352 na 11,963). Tímto byly do budoucna usnadněny další změny konstrukce, kdy bylo možné dále zvyšovat vzletovou hmotnost aniž by se muselo výrazněji zasahovat do konstrukce draku letounu.
Sériová výroba byla zahájena v roce 1961, první sériový stroj (G-ARMV, výr. číslo 1536, první vzlet 31. srpna 1961) byl předán zákazníkovi (Skyways Coach-Air) počátkem roku 1962, poté, co typ získal letové osvědčení. Stroje byly zpočátku dodávány v úpravě pro 40-44 cestujících. V kabině byl až do maximální přeletové výšky 7620 m udržován tlak odpovídající letové hladině 2438 m. Později, s instalací výkonnějších motorů a nárůstem maximální povolené vzletové hmotnosti (nejprve na 19 051 kg, od září 1963 až 19 731 kg), byly stroje Series 2 dodávány v uspořádání pro 48 až 52 cestujících, u posledních verzí (od října 1965 s max. vzletovou hmotností zvýšenou až na 20 182 kg) byly stroje určené k provozu na krátkých tratích dodávány v úpravě kabiny pro 62 cestujících (tyto stroje mj. odebrala společnost Channel Airways).
Výroba posléze běží pod novou firemní značkou Hawker Siddeley Aviation (od 1. července 1963, kdy se z firmy Avro stává Avro-Whitworth Division of Hawker Siddeley Aviation), aby nakonec přešla, od 29. dubna 1977, pod British Aerospace Limited.

## Základní technické údaje

### Prototyp Avro 748
- osádka: 2
- počet cestujících: —
- Rozpětí: 28,956 m
- Délka: 20,422 m
- Výška: 7,569 m
- Nosná plocha: 73,85 m²
- Hmotnost prázdného stroje: 8820 kg
- Vzletová hmotnost: 14 968 kg
- Maximální trvalá rychlost: 426 km/h
- Cestovní rychlost: —
- Dostup: —
- Maximální dolet: 3020 km
- Pohonná jednotka: dva turbovrtulové motory Rolls-Royce Dart 514
- Výkon motoru: 1740 ehp (ekvivalentní výkon 1298 kW)

### Avro 748 Srs. 1
- osádka: 2
- počet cestujících: 40
- Rozpětí: 30,023 m
- Délka: 20,422 m
- Výška: 7,569 m
- Nosná plocha: 75,34 m²

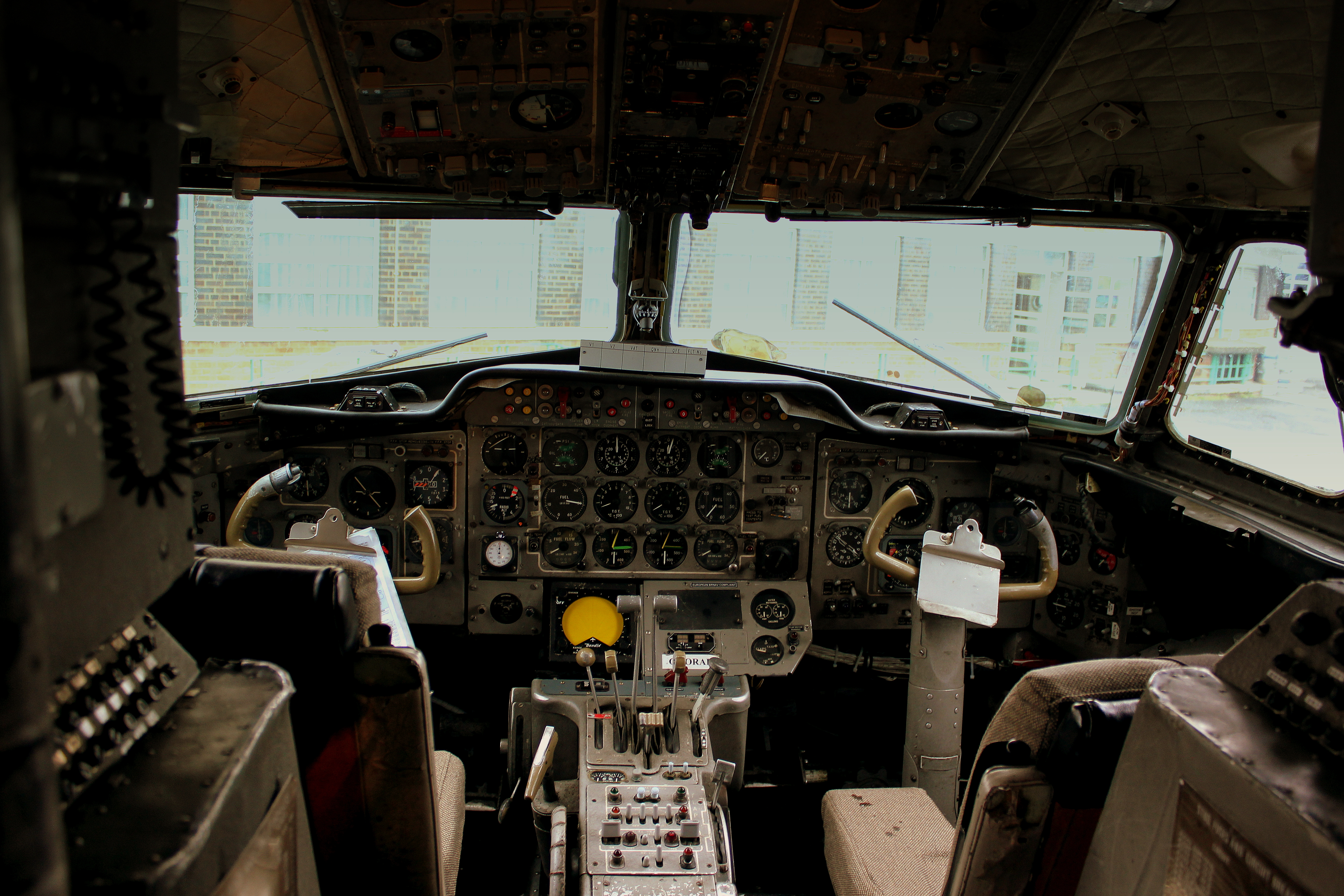
Kokpit HS-748 Srs. 1

- Hmotnost prázdného stroje: 10 297 kg
- Vzletová hmotnost: 17 236 kg
- Maximální trvalá rychlost: 472 km/h
- Cestovní rychlost: 413 km/h
- Dostup: 7162 m
- Maximální dolet: 2900 km
- Pohonná jednotka: dva turbovrtulové motory Rolls-Royce Dart 514
- Výkon motoru: 1740 ehp (ekvivalentní výkon 1298 kW)

### Avro 748 Srs. 2, Hawker Siddeley HS-748 Srs. 2
- osádka: 2
- počet cestujících: 40-62
- Rozpětí: 30,023 m
- Délka: 20,422 m
- Výška: 7,569 m
- Nosná plocha: 75,34 m²

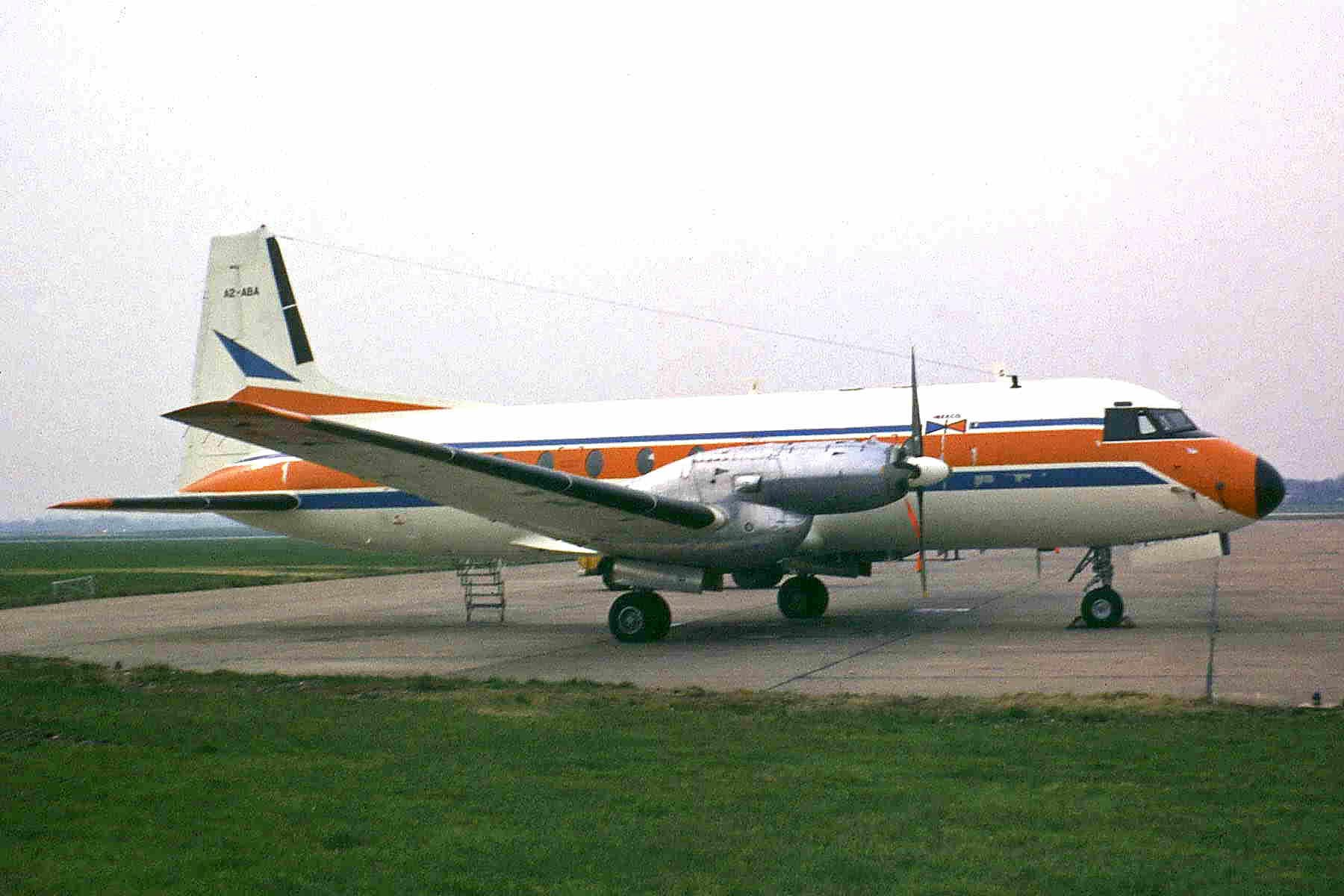
HS-748 Srs. 2 (A2-ABA, Air Botswana)

- Hmotnost prázdného stroje: 11 612 kg
- Vzletová hmotnost: 20 182 kg
- Maximální trvalá rychlost: 526 km/h
- Cestovní rychlost: 440 km/h
- Dostup: 7620 m
- Maximální dolet: 3141 km
- Pohonná jednotka: dva turbovrtulové motory Rolls-Royce Dart 531
- Výkon motoru: 2105 ehp (ekvivalentní výkon 1570 kW)

### Hawker Siddeley HS-748 Srs. 2A, BAe HS-748 Srs. 2A
- osádka: 2
- počet cestujících: 40-62
- Rozpětí: 30,023 m
- Délka: 20,422 m
- Výška: 7,569 m
- Nosná plocha: 75,34 m²

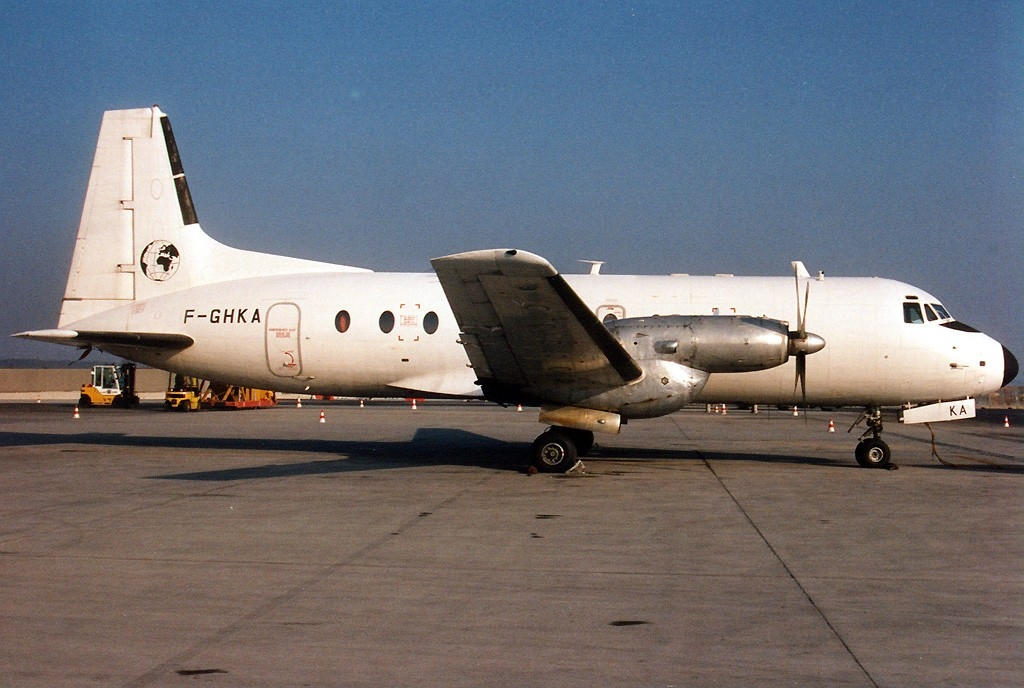
Hawker Siddeley HS-748 Srs. 2A-263, (F-GHKA, Heliglobe Finet France)

- Hmotnost prázdného stroje: 12 159 kg
- Vzletová hmotnost: 21 092 kg
- Maximální trvalá rychlost: 548 km/h
- Cestovní rychlost: 452 km/h
- Dostup: 7620 m
- Maximální dolet: 2613 km
- Pohonná jednotka: dva turbovrtulové motory Rolls-Royce Dart 532-2
- Výkon motoru: 2280 ehp (ekvivalentní výkon 1700 kW)